# Umhausen
Umhausen est une commune autrichienne du district d'Imst dans le Tyrol. Elle accueille le village d'Ötzi.

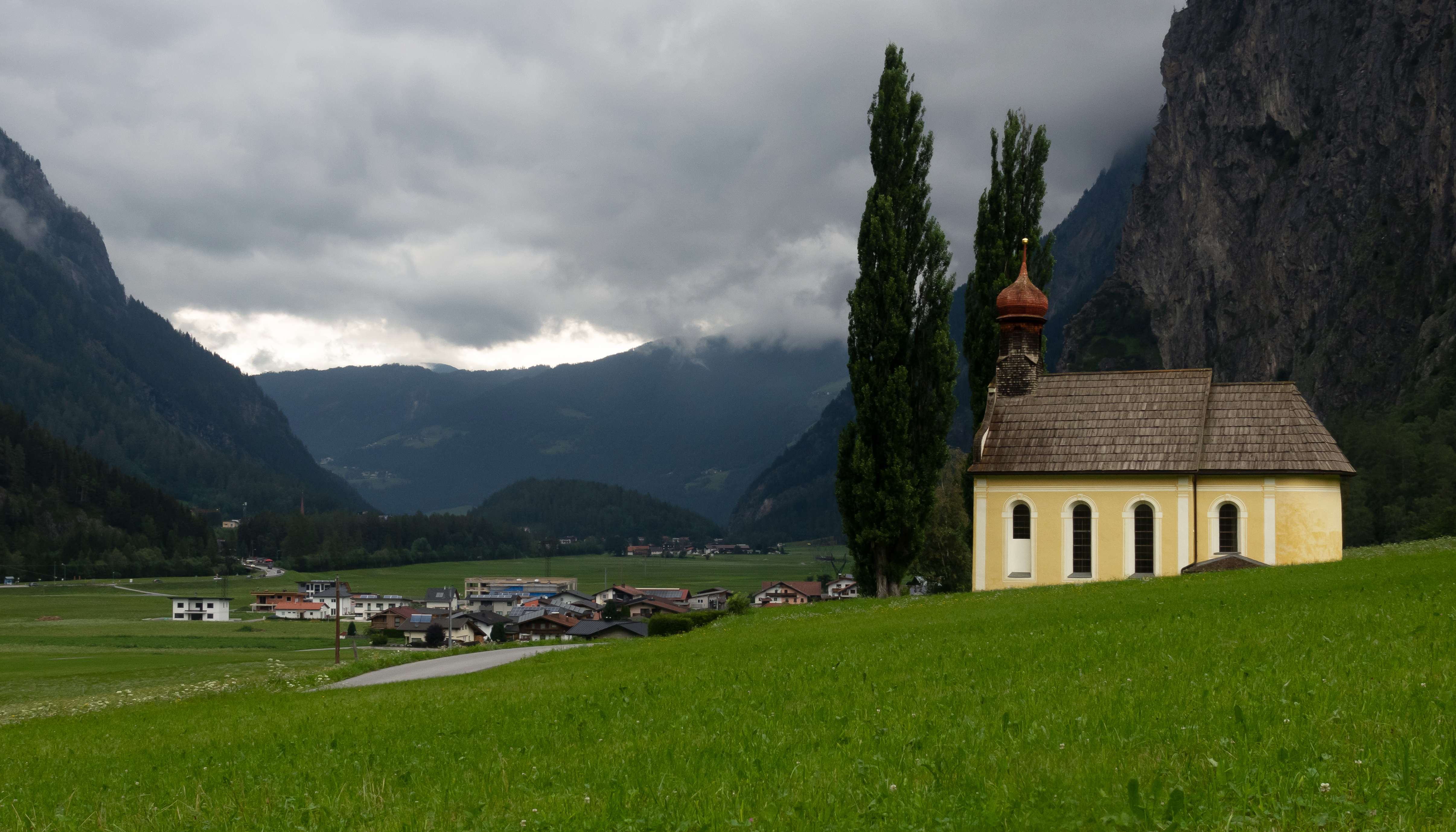
L'église (Wallfahrtskirche Maria Schnee) à Östen

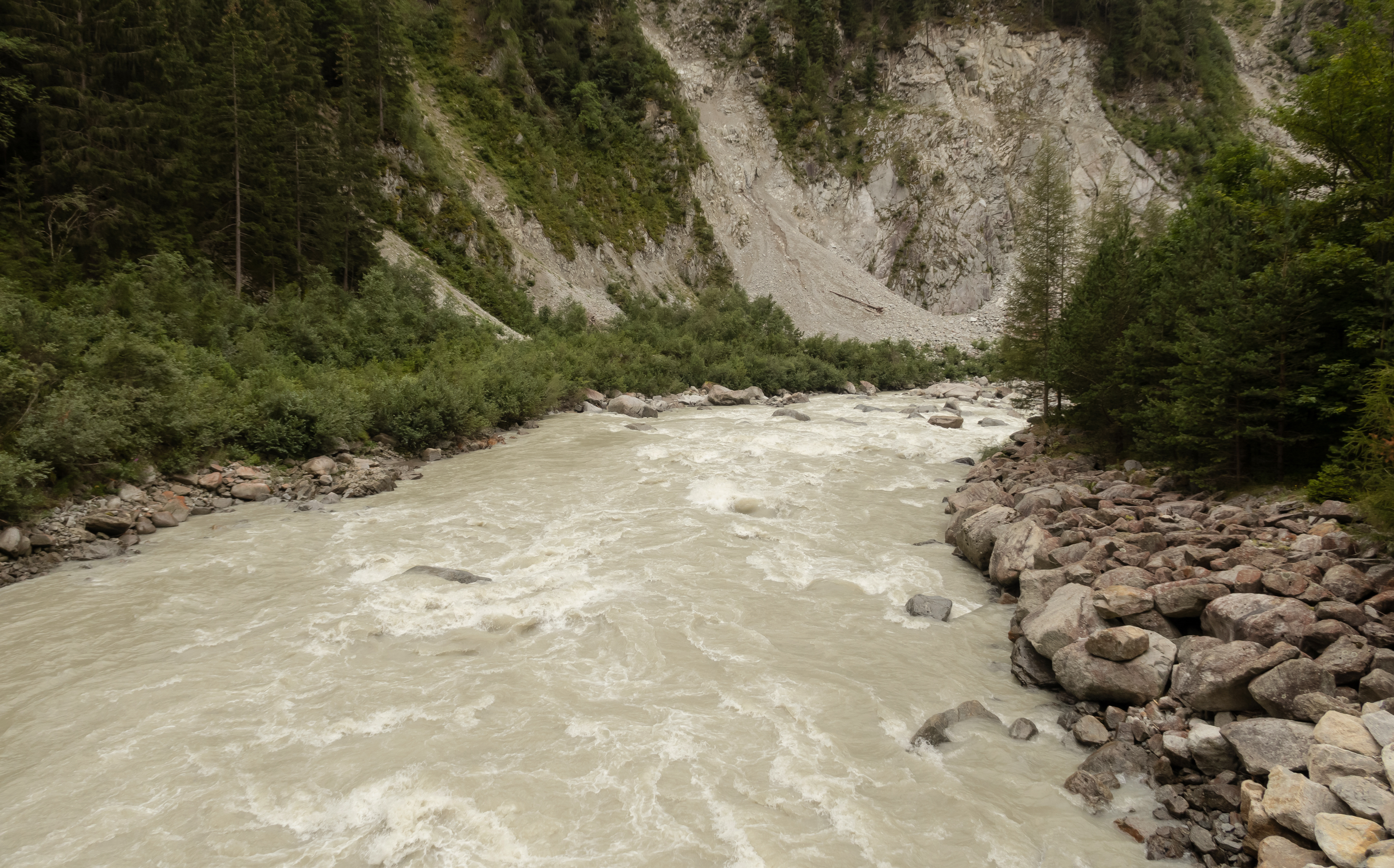
L'Ötztaler Ache entre Umhausen et Längenfeld

## Jumelage
- Erlangen (Allemagne)

## Personnalités
- Gilbert Soukopf, chanteur de schlager né en 1959, y a grandi.